# Tonel (maniobra aérea)
Un tonel es una maniobra aérea acrobática. Consiste en hacer una rotación de 360° en el eje longitudinal del avión, que marca la dirección del vuelo.

## Tipos de toneles
Todas las maniobras de tipo tonel significan la rotación del avión alrededor de su eje longitudinal. Las principales diferencias entre estos toneles, además de la variación en el empleo de los mandos, es la trayectoria de vuelo que describe el morro del avión en relación con un punto de referencia sobre el horizonte.

### Tonel de alerón (Aileron roll)
Es el más sencillo de todos los toneles. El morro describe un pequeño círculo según gira alrededor del punto de referencia.

#### Pasos en la ejecución del tonel de alerón
1. Picado suave hasta alcanzar una velocidad superior a un 10% a la velocidad de crucero, apuntando bajo una referencia situada 30° sobre el horizonte.
2. Subir rápidamente el morro hasta la referencia e iniciar un tonel coordinado.
3. Aumentar la presión accionando a tope los alerones y el timón de dirección, y comenzar a ceder palanca adelante.
4. Mantener la palanca adelante y totalmente al costado para mantener el morro alto. Aflojar la presión sobre el timón de dirección momentáneamente.
5. Continuar el tonel de un modo coordinado, llevando con suavidad la palanca hacia atrás para evitar el picado.
6. Terminar el tonel bajo la referencia pero sobre el horizonte, en una órbita muy ceñida.[1]

### Tonel lento (Slow roll)
El morro debe mantenerse fijo en el punto y el avión rota como si pivotase sobre ese punto de referencia.

#### Pasos en la ejecución del tonel lento
1. Picar suavemente hasta alcanzar una velocidad superior en un 10% a la de crucero, apuntando bajo la referencia que está 10º sobre el horizonte.
2. Tirar rápidamente hasta la referencia. Se empieza el tonel coordinado a la izquierda.
3. En este punto se lleva la palanca totalmente al costado, se cede un poco la palanca adelante, y se mete el pie derecho.
4. Se vuelve al mando coordinado de tonel: palanca a la izquierda y adelante para mantener el morro en su sitio, pie izquierdo.
5. Se continúa el tonel coordinado, pero llevando la palanca hacia atrás.
6. Se vuelve al vuelo normal con el morro en la referencia.[2]

### Tonel volado (Barrel roll)

Tonel volado

El morro se mantiene en una órbita equidistante alrededor del punto de referencia.

#### Pasos en la ejecución del tonel volado
1. Picado suave para alcanzar una velocidad superior en un 10% a la de crucero apuntando bajo el punto de referencia, que estará a 20º sobre el horizonte.
2. Abrirse 20º a la izquierda en un viraje ascendente.
3. Se continúa el tirón hasta el horizonte y se comienza el tonel coordinado a la derecha.
4. Se empieza a ceder palanca adelante para mantener la distancia a la referencia.
5. Los alerones totalmente accionados a la derecha, timón de dirección momentáneamente en neutral; luego se empieza a accionar para mantener distancia a la referencia. La palanca sigue adelante.
6. La palanca se empieza a llevar hacia atrás, pero sigue toalmente al costado. Se continúa accionando el timón de dirección.
7. Se termina el tonel bajo el horizonte alineado con la referencia.[3]

### Tonel rápido (Flick o Snap roll)

Notación Aresti Tonel rápido

El tonel rápido es una barrena horizontal con potencia de motor. Cuando se ejecuta adecuadamente, el avión gira alrededor de su eje longitudinal. Cuando se han realizado aproximadamente tres cuartas partes del tonel, se debe iniciar la recuperación.

#### Pasos en la ejecución del tonel rápido
1. Con el motor en potencia de crucero se levanta el morro 10º por encima del horizonte, con los planos nivelados. Se deja que la velocidad disminuya hasta la recomendada por el fabricante.
2. Se lleva la palanca atrás del todo, el timón de dirección todo a la derecha y se emplean los alerones si lo recomienda el manual de vuelo.
3. Se mantiene la presión sobre los mandos. El avión se realiza por sí solo la maniobra hasta la recuperación.
4. Se comienza la recuperación: timón de dirección todo el lado opuesto (izquierdo) para detener la rotación, se afloja la presión sobre la palanca de mandos para romper la pérdida.
5. Se lleva el timón de dirección a neutral para evitar el derrape. Se vuelve a llevar la palanca atrás con suavidad y rapidez para subir el morro al horizonte.[4]

## Toneles por tiempos o puntos (Hesitation roll)
Son toneles lentos horizontales donde se interrumpe deliberadamente la rotación del avión alrededor de su eje longitudinal a intervalos regulares. Normalmente se divide el tonel en 4 u 8 partes, denominándose tonel en 4 tiempos o tonel en 8 tiempos respectivamente.